# 町田市立てこもり事件 (2007年)
町田市立てこもり事件（まちだしたてこもりじけん）とは、2007年（平成19年）4月に神奈川県相模原市と東京都町田市で発生した事件。この事件をきっかけに暴力団組員を公営住宅などから排除するため、入居資格を定める条例に「暴力団組員でないこと」を明記するなどの条例改正が全国各地で行われた。

## 概要
2007年（平成19年）4月20日、指定暴力団極東会系組員の男（当時36歳）が神奈川県相模原市上鶴間本町にあるコンビニエンスストア前の道路上で極東会系組員（当時37歳）の後頭部など2ヶ所を拳銃で撃ち、射殺した。
その後、男は事件現場近辺にある東京都町田市原町田の自宅（都営住宅）に立てこもり、現場に駆けつけた警察車両に対して、自室の窓から拳銃を9回発射し、パトカーに4発、付近公園の公衆トイレに4発が命中した。
男が所属する極東会系の4次団体・金原組は町田市や相模原市を拠点とし、準構成員も含めて約150人と町田市内では最大勢力を持っていた。組員は相模原市内の縄張りの取りまとめ役をしており、男は組員の部下として仕えていた。

## 警察の対応
警視庁は300人の警察官を配備した上で半径250mを立ち入り禁止にし、男に対し携帯電話で出頭するよう説得を続けた。男の自宅付近の小中学校などは、生徒（児童）を学校で待機させる、集団下校させる・親と共に付き添い下校させるなどの処置を行った。
また、神奈川県警察は男が町田駅付近の繁華街の利権を巡るトラブルで組員を射殺したと断定し、殺人容疑で逮捕状を請求した。
そして翌21日午前3時過ぎ、警視庁刑事部捜査第一課の特殊犯捜査係（SIT）が数発の催涙弾を発射し突入、午前3時17分に男を銃砲刀剣類所持等取締法違反（拳銃所持）で現行犯逮捕した。
突入の際、玄関から逃走するのを防止するため、棒状のものを使ってドアを内側から開けられなくする措置をとり、催涙ガスで犯人をベランダ側に燻し出して身柄を確保する作戦をとった。また、突入の3時間前から都営住宅の空き部屋を利用して突入に向けたシミュレーションを実施。ブルーシートでベランダを隠しながら無線で突入の手順を確認した。
突入前に男は拳銃で頭部を撃ち自殺を図ったが、捜査員の呼びかけに反応したため、現行犯逮捕に踏み切った。
都営住宅を捜索した結果、男が自動式拳銃「マカロフ」2丁と、銃弾約40発を所持していたことが判明した。

## 影響・類似事件
この事件により、暴力団員が都営住宅に入居または同居できるということが判明し、入居審査や資格審査の杜撰さが指摘された。男は2001年3月からこの都営住宅に入居し、自治会会長を務めていた時期もあった。
そのため、組員射殺事件が発生した相模原市は市営住宅から暴力団組員を排除する方針を発表し、市営住宅条例改正案を相模原市議会に提出した。また、神奈川県も暴力団組員を排除する方針を盛り込んだ条例改正案を提出した他、厚木市や鎌倉市でも条例改正案を提案するなど条例改正の動きが神奈川県内に広がった。
この事件の4週間後、元暴力団組員の男が元妻を人質にして立てこもり、SAT隊員を射殺した長久手発砲立てこもり事件が発生した。

## 捜査
男は銃刀法違反で現行犯逮捕されたが、銃弾が頭部を貫通して一時重体に陥ったため、警視庁は病院での治療に専念させるために釈放手続きを取った。その後、男は自殺に失敗した後遺症で両目を失明したが、自力での歩行や会話ができるまでに回復したため、警視庁組織犯罪対策部組織犯罪対策第四課と町田警察署は殺人未遂と銃刀法違反（発射）容疑などで逮捕状を取った。なお、男は事件後に極東会から破門されている。
2007年（平成19年）6月30日、警視庁組織犯罪対策部組織犯罪対策第四課は男を町田市の立てこもり事件に対する殺人未遂、銃刀法違反（発射）容疑などで逮捕した。
7月20日、東京地方検察庁八王子支部は男を殺人未遂、銃刀法違反、公務執行妨害などの罪で東京地方裁判所八王子支部に起訴した。
7月30日、神奈川県警察暴力団対策課は相模原市で極東会系組員を射殺したとして、男を殺人容疑で再逮捕した。また、組員を射殺した動機について詳しく追及した。
8月20日、横浜地方検察庁は男を殺人、銃刀法違反の罪で起訴した。また、町田市の立てこもり事件と相模原市の組員射殺事件の両事件が横浜地方裁判所で審理されることが決まった。

## 刑事裁判
2007年（平成19年）12月26日、横浜地裁（鈴木秀行裁判長）で第一審の初公判が開かれた。被告人の男は罪状認否で、相模原市の組員射殺事件の起訴事実は認めたが、町田市の立てこもり事件における警察官に対する殺人未遂は「警察官に殺意を持って発砲していない」と述べて起訴事実の一部を否認した。
2008年（平成20年）1月28日、論告求刑公判が開かれ、検察側は「被害者へのうっぷんを晴らすための犯行で、公道上での発砲は通行人や住民の命を奪う危険もあった」として男に無期懲役を求刑、裁判が結審した。
2008年（平成20年）3月17日、横浜地裁（鈴木秀行裁判長）で判決公判が開かれ「白昼、多数の人が住む公営住宅などでの犯行で、一般市民にも危害が及ぶ可能性があった」として男に求刑通り無期懲役の判決を言い渡した。判決では「十分な殺傷力を有することを意識しながら複数回発砲し、警察官の至近距離に着弾している。未必の殺意は認められる」として、「警察官への殺意はなかった」とする弁護側の主張を退けた。
2008年（平成20年）8月25日、東京高等裁判所（池田耕平裁判長）は「殺人での検挙を恐れ、警察官に対して銃撃した犯行は言語道断だ」として一審・横浜地裁の無期懲役判決を支持、被告人側の控訴を棄却する判決を言い渡した。控訴審でも弁護側は警察官に対して殺意はなかったと主張したが、判決では、警察官の至近距離に着弾していることから一審と同様に警察官に対する殺意を認定、弁護側の主張を退けた。